# 천안쌍용고등학교
천안쌍용고등학교(天安雙龍高等學校)는 대한민국 충청남도 천안시 서북구 쌍용동에 위치한 공립 고등학교이다.

## 학교 연혁
- 2002년 1월 15일 : 천안쌍용고등학교 설립인가(36학급)
- 2004년 3월 1일 : 초대 김영진 교장 취임
- 2004년 3월 4일 : 제1회 입학식(14학급 490명)
- 2004년 5월 20일 : 개교식(490명)
- 2007년 2월 9일 : 제1회 졸업식(483명)
- 2011년 3월 1일 : 과학중점학교운영(교육부)
- 2023년 9월 1일 : 제8대 이희선 교장 취임
- 2025년 1월 2일 : 제19회 졸업식(423명, 졸업생 누계 8,883명)
- 2025년 3월 4일 : 제22회 입학식(454명)

## 참고 자료
- 천안쌍용고등학교 - 한국교육학술정보원 학교알리미